# Allen Toussaint
Allen Toussaint (14. ledna 1938, New Orleans – 9. listopadu 2015) byl americký zpěvák, klavírista, hudební producent a skladatel. Svou kariéru zahájil koncem padesátých let a své první album vydal již v roce 1958. Jeho písně hráli například hudebníci Lee Dorsey, Boz Scaggs, The Meters, Erny K Do, Labell, Betty Harris, Chris Kenner, Showmen, a další. On sám během své kariéry spolupracoval s mnoha hudebníky, jakými jsou například Eric Clapton, Dr. John nebo Glen Campbel. V roce 1998 byl uveden do Rock and Roll Hall of Fame a roku 2012 pak do Blues Hall of Fame.

## Discografie

### Alba
- The Wild Sound of New Orleans (1958)
- Toussaint (1971)
- Life, Love And Faith (1972)
- Southern Nights (1975)
- Motion (1978)
- The Allen Toussaint Collection (1991)
- The Wild Sound of New Orleans: The Complete 'Tousan' Sessions (1994)
- From a Whisper to a Scream (1995)
- Connected (1996)
- A New Orleans Christmas (1997)
- A Taste Of New Orleans (1999)
- Finger Poppin' & Stompin' Feet (2002)
- The Complete Warner Bros. Recordings (2005)
- I Believe To My Soul (2005)

### Skladatel
- "Working in the Coal Mine" - Lee Dorsey (1966)
- "Ride Your Pony"
- "Holy Cow"
- "Yes We Can"
- "Mother-In-Law" - Eany K Do
- "Sneakin' Sally Through the Alley" - Robert Palmer
- "A Certain Girl"
- "Fortune Teller"- Benny Spellman
- "Lipstick Traces (On a Cigarette)"
- "Ruler Of My Heart" - Irma Thomas

### Producent/EP
- "Right Place Wrong Time" - Dr. John (1973)
- "Lady Marmalade" - Labell (1974)

### Producent/alba
- "Land of 1000 Dances" - Chris Kenner
- "It will Stand" - Showmen
- "Cry to Me" - Betty Harris
- "Rejuvenation" - The Meters